# Annie Campbell-Orde
Annie Campbell-Orde, född 5 oktober 1995, är en brittisk roddare.

## Karriär
Vid olympiska sommarspelen 2024 i Paris ingick Annie Campbell-Orde i det brittiska lag som tog brons i åtta med styrman.